# Claudia Wisser
Claudia Wisser (* 1969) ist eine deutsche Rechtsanwältin und Sportfunktionärin.

## Leben

### Beruflicher Werdegang
Claudia Wisser studierte von 1991 bis 1995 Rechtswissenschaft an der Universität zu Köln. Nach Mitarbeit in einer Anwaltskanzlei in Aachen führte sie zunächst von 1999 bis 2002 gemeinsam mit einer Partnerin eine Kanzlei in Aachen und war dann 2003 im Bereich Honorare und Lizenzen für den WDR tätig. Von 2004 bis 2008 war sie Einzelanwältin in Staufenberg. Seit 2009 führt sie gemeinsam mit ihrem Lebensgefährten eine auf Wirtschaftsrecht und Sportrecht spezialisierte Sozietät in Eching bei München. Daneben ist sie an der Deutschen Institution für Schiedsgerichtsbarkeit (DIS) tätig.

### Aktivitäten als Sportler und Sportfunktionär
Claudia Wisser war als Ausdauersportlerin bei zahlreichen Laufsport-Veranstaltungen bis hin zum Marathonlauf aktiv. 1997 begann sie mit Triathlon und trat sowohl auf Wettkämpfen über die Langdistanz bis hin zum Ironman Hawaii wie auch bis 2007 in der Triathlon-Bundesliga u. a. gemeinsam mit Daniela Sämmler im Team des TuS Griesheim an. Von 2006 an gehörte sie zunächst als Frauenwartin dem Präsidium der Deutschen Triathlon Union (DTU) an.
Im Februar 2008 wurde sie Vizepräsidentin und ab November 2008 stand sie der DTU als Präsidentin vor.
Im Juli 2009 wurde Wisser beim ETU-Kongress im niederländischen Holten in das Executive Board des europäischen Dachverbandes European Triathlon Union gewählt, dem sie bis 2011 angehörte.
Sportlich war die DTU zwar in dieser Phase mit Daniel Ungers Weltmeisterschaft 2007 sowie Jan Frodenos Goldmedaille in Peking 2008 höchst erfolgreich, machte aber noch mehr wegen finanzieller Schieflage Schlagzeilen. Dem im Februar 2008 abgewählten Präsidenten Klaus Müller-Ott wurde Untreue aufgrund ungeklärter Spesenabrechnungen in sechsstelliger Höhe sowie Insolvenzverschleppung bezüglich der von ihm gegründeten DTU-Tochterfirma Triathlon Event GmbH (TEG) vorgeworfen. Wisser erstattete in ihrer Funktion als Vizepräsidentin Recht für die DTU Strafanzeige gegen Müller-Ott. Wenige Tage nach ihrer Wahl zur Präsidentin erfolgte die fristlose Entlassung des DTU-Geschäftsführers, dem z. B. vorgeworfen wurde, neben seiner hauptamtlichen Tätigkeit für die DTU über 180.000 Euro für sein Wirken bei einer Marketing-Tochter der DTU erhalten zu haben. Dem DTU-Kassenprüfer, gleichzeitig Beirat der TEG, über 16 Jahre Präsident bzw. Vize-Präsident von Müller-Otts Heimatverband und Gegenkandidat bei Wissers Präsidenten-Wahl, erteilte Wisser Hausverbot. Stattdessen von Wisser angeforderte Untersuchungen von PwC und Bundesverwaltungsamt kamen beide zu dem Schluss, der Verband wäre „über die Jahre heruntergewirtschaftet“ worden.
Es folgten langwierige Rechtsstreitigkeiten, die für Müller-Ott in einer Einstellung des Verfahrens sowie bezüglich des ehemaligen Geschäftsführers mit einem verlorenen Arbeitsgerichtsprozess für die DTU und anschließendem Vergleich endeten.
Zur Behebung der Finanzkrise der DTU ging Wisser u. a. eine Neu-Ordnung der Abgabenordnung für die Veranstalter an. Obwohl Wisser die finanzielle Sanierung der DTU gelang, war sie innerhalb des Verbands nicht unumstritten: Kritikpunkt war beispielsweise, dass es zu einer Liaison zwischen ihr und ihrem für die Finanzen verantwortlichen Vizepräsidenten gekommen war, was zum Vorwurf mangelnder Transparenz in der Geschäftsführung der DTU führte. Zu den Schlüsselfiguren in den Auseinandersetzungen zählte der Ehrenpräsident der DTU Martin Engelhardt, dem die übrigen deutschen Landesverbände daher in einem offenen Brief vorwarfen, Schaden für den Sportverband zu verursachen.
Vor dem Verbandstag im November 2010 traten Claudia Wisser wie auch ihr Vize-Präsident Finanzen Ralf Eckert zurück.
Als zu den Olympischen Spielen 2016 die Athletin Rebecca Robisch – obwohl bestplatzierte Deutsche im internationalen Ranking – von der DTU nicht zur Nominierung berücksichtigt worden war, wandte sich diese an das Sportschiedsgericht, wo sie von Claudia Wisser als Richterin in ihrer Auffassung bestätigt wurde.

## Sportliche Erfolge
| Datum/Jahr    | Platz | Wettbewerb        | Austragungsort | Zeit     | Bemerkung                   |
| ------------- | ----- | ----------------- | -------------- | -------- | --------------------------- |
| 13. Juli 2008 | 58    | Challenge Roth    | Roth           | 11:14:27 | Platz 9 Frauen 35–39 Jahre  |
| 24. Juni 2007 | 52    | Challenge Roth    | Roth           | 11:14:05 | Platz 12 Frauen 35–39 Jahre |
| 10. Juli 2005 | 67    | Ironman Germany   | Frankfurt      | 11:54:58 | Platz 18 Frauen 35–39 Jahre |
| 17. Mai 2002  |       | Ironman Lanzarote | Lanzarote      | 13:26:45 |                             |
| 6. Okt. 2001  |       | Ironman Hawaii    | Hawaii         |          | [ 2 ]                       |
| 15. Juli 2001 |       | Ironman Austria   | Klagenfurt     | 12:10:49 | Platz 10 Frauen 30–34 Jahre |
| 26. Mai 2001  | 31    | Ironman Lanzarote | Lanzarote      | 14:32:02 | Platz 5 Frauen 30–34 Jahre  |
| 9. Juli 2000  | 100   | Ironman Europe    | Roth           | 12:17:37 | Platz 41 Frauen 30–34 Jahre |

| Datum/Jahr   | Platz | Wettbewerb      | Austragungsort | Zeit     | Bemerkung |
| ------------ | ----- | --------------- | -------------- | -------- | --------- |
| 8. Okt. 2006 |       | Köln Marathon   | Köln           | 03:49:08 |           |
| 3. Okt. 1999 |       | Köln Marathon   | Köln           | 03:31:53 |           |
| 1. Sep. 1998 |       | Berlin-Marathon | Berlin         | 03:41:00 |           |